# Lupita Ferrer
Lupita Ferrer (sinh ngày 6 tháng 12 năm 1947 tại Maracaibo, Venezuela) là một nữ diễn viên kịch, điện ảnh và truyền hình người Venezuela.

## Tiểu sử
Ferrer được sinh ra là Yolanda Guadalupe Ferrer ở Maracaibo với cha mẹ là người nhập cư Tây Ban Nha. Cô trở nên nổi tiếng vì vẻ đẹp của mình (đặc biệt là đôi mắt to và biểu cảm) và sự hiện diện mạnh mẽ của cô.
Ferrer có một nền tảng về sân khấu. Cô bắt đầu trình diễn ở tuổi 15, biểu diễn trong tác phẩm "Hamlet" của Shakespeare với vai Ofelia. Vào năm 18 tuổi, Tổng thống Venezuela Raul Leoni khi đó đã thấy cô biểu diễn trong tác phẩm "Dona Rosita La Soltera" ("Dona Rosita, người độc thân"), và rất ấn tượng với tài năng của cô.
Trong những năm 1960, Ferrer làm việc trong nhiều tác phẩm điện ảnh Mexico và Venezuela-Mexico bên cạnh các diễn viên như Mario Moreno " Cantinflas ", và trong những năm 1970 làm việc trong các bộ phim Hollywood chia sẻ màn hình với các diễn viên như Tony Curtis.
Telenovela đầu tiên của cô là Esmeralda, về một phụ nữ trẻ mù, Mariana de la Noche (1975), về tình yêu bị cấm đoán của Mariana Montenegro và Ignacio Lugo Navarro (José Bardina), María Teresa, một phụ nữ mất trí sau khi mất đi con gái, La Zulianita và Cristal.
Cô hiện tại sống ở Miami.
Cô đã kết hôn với đạo diễn phim người Mỹ Hall Bartlett được 4 năm, người đã cho cô đóng cùng Anthony Quinn và huyền thoại Dolores del Río trong bộ phim The Children of Sanchez (1978), được biết đến với âm nhạc giành giải Grammy của Chuck Mangione.